# 모리타니 요리

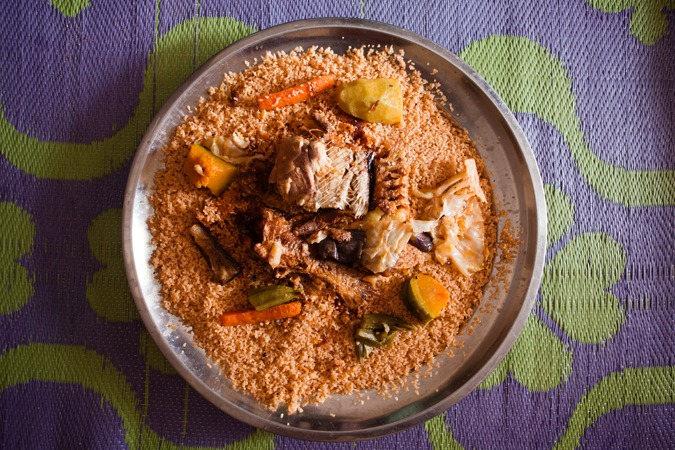
체부 전

모리타니 요리(Mauritanie 料理, 아랍어: مطبخ موريتاني 마트바크 무리타니이[*], 프랑스어: cuisine mauritanienne 퀴진 모리타니엔[*])는 서아프리카 북부에 있는 모리타니의 요리이다. 역사적으로, 현재 모리타니는 캐러밴에 사하라 사막 사구로 표시된 "고급스러운" 풍경에 살았으며 전형적인 아랍과 베르베르인, 아프리카인의 영향을 받았다.

## 음식

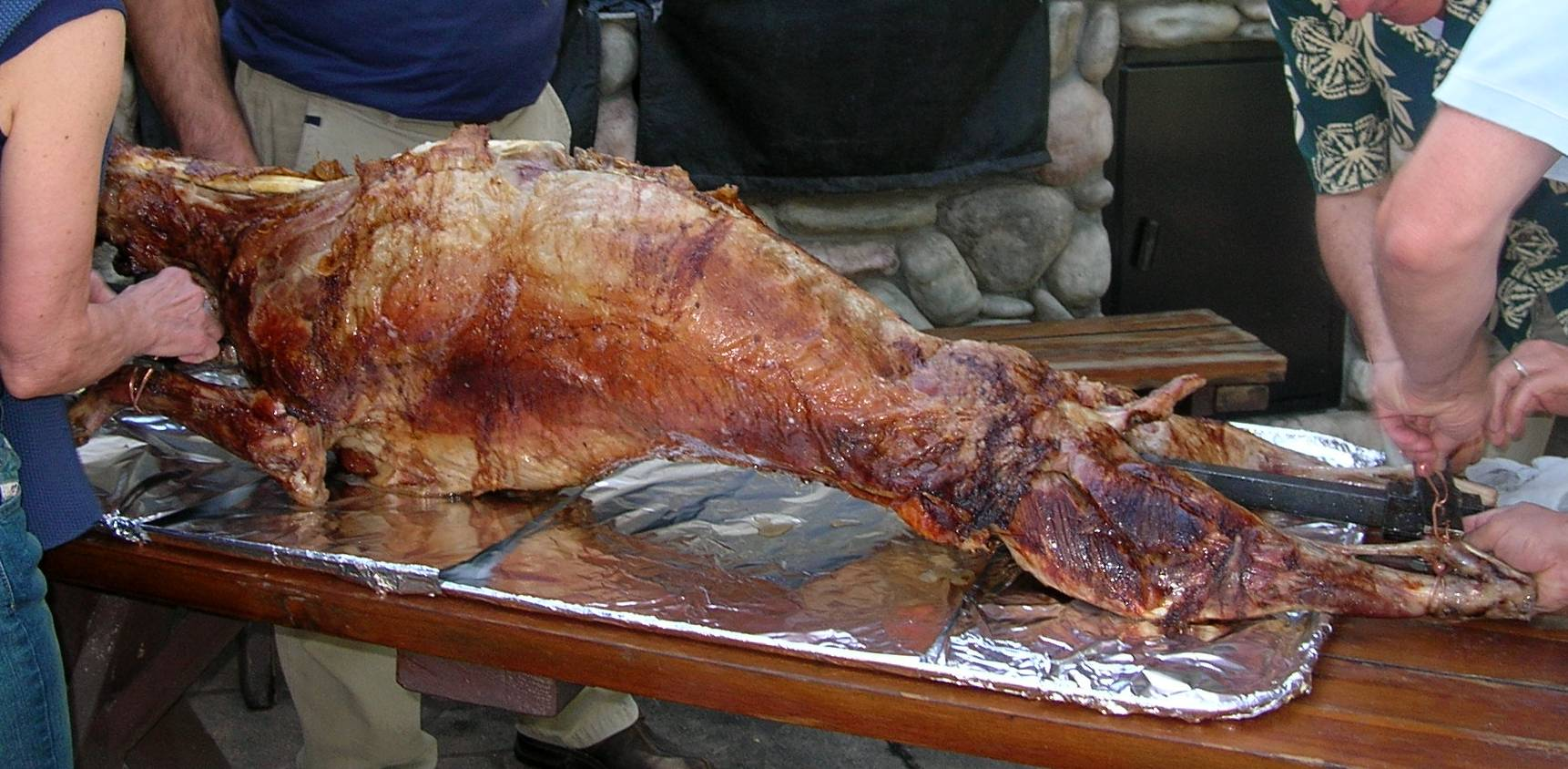
메슈웨

전통 모리타니 음식은 다음과 같다:
- 대추야자
- 체부 전
- 메슈웨
- 생선완자
- 쿠스쿠스
- 염소고기
- 낙타고기
- 카라반
- 야사
- 로티서리
- 마페
- 테린
- 베르미첼리
- 하리라
- 아보카도
- 로젤

### 음료
- 아타이
- 낙타젖
- 바오밥나무

## 같이 보기
- 마그레브 요리
- 서아프리카 요리
- 아랍 요리